# Rolling Fields (Kentucky)
Pour les articles homonymes, voir Rolling Fields.
Rolling Fields est une ville américaine située dans le comté de Jefferson, dans le Kentucky. Selon le recensement de 2020, sa population est de 720 habitants.